# Masia de Vinfaro
La Masia de Vinfaro és una obra d'Alfés (Segrià) inclosa a l'Inventari del Patrimoni Arquitectònic de Catalunya.

## Descripció
Habitatge unifamiliar aïllat amb gran nombre d'afegits d'obra agrícola. L'edifici segueix el característic model simètric de gran mansió: entrada i gran sala central, on donen totes les habitacions.
Està situat al nord del terme, a la dreta del riu Set. De l'antic castell de Vinfaro depenien els termes de la Manxa i de Torrepicona.

## Història
El 1282 l'antic poblat de Vinfaro comptava amb 16 focs.
En una de les parets hi hagué un escut procedent del vell casal -propietat del Marqués de Benavent. Havia estat sota la propietat dels Romeu de Lleida i dels Montagut de València. Fou adquirit el 1516 per la família Remolins i el 1628 pels Riquer, marquesos de Benavent. Al començament del segle xviii ja era despoblat.